# Kilómetro Cien
Kilómetro Cien är en ort i Mexiko.   Den ligger i kommunen Tampico Alto och delstaten Veracruz, i den östra delen av landet, 300 km norr om huvudstaden Mexico City. Kilómetro Cien ligger 10 meter över havet och antalet invånare är 288.
Terrängen runt Kilómetro Cien är platt. Havet är nära Kilómetro Cien österut.  Närmaste större samhälle är Anahuac, 16,3 km nordväst om Kilómetro Cien. Omgivningarna runt Kilómetro Cien är en mosaik av jordbruksmark och naturlig växtlighet.